# Misakiïta
La misakiïta és un mineral de la classe dels halurs que pertany al grup de l'atacamita. És anomenada així per la península de Sadamisaki, anomenada col·loquialment Misaki, una península muntanyosa que inclou la localitat tipus.

## Característiques
La misakiïta és un halur de fórmula química Cu₃Mn(OH)₆Cl₂. Va ser aprovada com a espècie vàlida per l'Associació Mineralògica Internacional l'any 2013, sent publicada per primera vegada el 2017. Cristal·litza en el sistema trigonal. L'estructura és en capes i està molt relacionada amb la de la iyoïta. També es troba relacionada amb la kapellasita i la haydeeïta.
L'exemplar que va servir per a determinar l'espècie, el que es coneix com a material tipus, es troba conservat a les col·leccions mineralògiques del Museu Nacional de la Natura i la Ciència de Tòquio (Japó), amb el número d'espècimen: nsm m-43864.

## Formació i jaciments
Va ser descoberta a la mina Ohku, situada a la localitat japonesa d'Ikata, al districte de Nishiuwa (Prefectura d'Ehime, Japó). També ha estat descrita al dipòsit de coure i níquel de Talnakh, a Norilsk (krai de Krasnoiarsk, Rússia). Aquests dos indrets són els únics de tot el planeta on ha estat descrita aquesta espècie mineral.